# The Fighting Trail
The Fighting Trail er en amerikansk stumfilm fra 1917 af William Duncan.

## Medvirkende
- William Duncan som John Gwynn.
- Carol Holloway som Nan.
- George Holt som Cut Deep Rawls.
- Joe Ryan som Shoestring.
- Walter Rodgers som Von Bleck.